# Hermann Clauditz
Hermann Clauditz (* 19. Juni 1897 in Klein-Escherde, Kreis Hildesheim; † 2. Februar 1985 in Hildesheim) war ein deutscher Mediziner und Politiker (CDU).
Clauditz besuchte ein humanistisches Gymnasium und war zwischen 1914 und 1918 Teilnehmer des Ersten Weltkrieges. Nach Kriegsende nahm er sein medizinisches Studium in Göttingen, München und Kiel auf. Im Anschluss an sein Studium legte er das medizinische Staats- und Doktorexamen ab.
Im Zweiten Weltkrieg war er erneut Kriegsteilnehmer. Er war Vorsitzender der Bezirksstelle in Hildesheim und der Ärztekammer in Hannover. Als Chefarzt war er im Vereinskrankenhauses in Bad Salzdetfurth beschäftigt.
Im Jahr 1945 wurde er zunächst Mitglied des ernannten und später des gewählten Rates der Stadt Hildesheim. In der ersten Wahlperiode zog er als Abgeordneter in den Niedersächsischen Landtag zwischen dem 20. April 1947 bis 30. April 1951 ein. Seit dem 28. März 1951 gehörte er der DP/CDU-Fraktion an.

## Ehrungen
- 1965: Ehrenring der Stadt Hildesheim
- 1968: Verdienstkreuz 1. Klasse der Bundesrepublik Deutschland

## Quelle
- Barbara Simon: Abgeordnete in Niedersachsen 1946–1994. Biographisches Handbuch. Hrsg. vom Präsidenten des Niedersächsischen Landtages. Niedersächsischer Landtag, Hannover 1996, S. 65.

| Personendaten    | Personendaten                    |
| ---------------- | -------------------------------- |
| NAME             | Clauditz, Hermann                |
| KURZBESCHREIBUNG | deutscher Politiker (CDU), MdL   |
| GEBURTSDATUM     | 19. Juni 1897                    |
| GEBURTSORT       | Klein-Escherde, Kreis Hildesheim |
| STERBEDATUM      | 2. Februar 1985                  |
| STERBEORT        | Hildesheim                       |